# Bert Williams
Bert Williams (Bradley, Staffordshire,  1920. január 31. – Wolverhampton, 2014. január 19.) válogatott angol labdarúgó, kapus. Haláláig a legidősebb elő angol válogatott labdarúgó volt.

## Pályafutása

### Klubcsapatban
1937 és 1945 között a Walsall játékosa volt. A második világháború kitörése után egy ideig félbe szakadt pályafutása. Csatlakozott a Brit Királyi Légierőhöz és a katonai kiképzésben, mint oktató vett részt. Ez idő alatt a Nottingham Forest és a Chelsea csapataiban szerepelt vendégjátékosként. 1945 és 1959 között a Wolverhampton Wanderers csapatában védett.  Egy bajnoki cím és agy angol kupa győzelem részese volt az együttessel.

### A válogatottban
1949-ben egy alkalommal szerepelt az angol B-válogatottban, majd 1949 és 1955 között 30 alkalommal védett az angol válogatottban. Tagja volt az 1950-es világbajnokságon részt vevő csapatnak.

## Sikerei, díjai
Wolverhampton Wanderers
- Angol bajnokság
  - bajnok: 1953–54
- Angol kupa (FA Cup)
  - győztes: 1949